# Antoni Leszczyński
Antoni Leszczyński (ur. po 1780 w guberni wołyńskiej, zm. 6 lutego 1830 w Warszawie) – fortepianmistrz, majster cechowy, podstarszy cechu. 
W latach 1819–1830 prowadził w Warszawie przy ulicy Podwale 501 jedną z najbardziej znanych w owym czasie wytwórni fortepianów (Głębocki:1997 podaje /za: Przewodnik  Warszawski  na  rok  1826,  cz.  Handel, Warszawa  1826, s. 7/ adres ul. Żabia nr hip. 955. Wcześniej praktykował przez szereg lat w Wiedniu, Paryżu i Londynie (tu u Muzio Clementiego /ur. 23 stycznia 1752 - zm. 10 marca 1832/). Po powrocie do Warszawy otrzymał pożyczkę i rozpoczął budowę instrumentów.
Produkował fortepiany gabinetowe o bogatym wzornictwie (inkrustacje z brązu w stylu angielskim). Ich jakość nie odbiegała od poziomu europejskiego. Fryderyk Chopin zarzucał instrumentom Leszczyńskiego niezadowalającą sprawność mechanizmów i niedbałe wykończenie.
..."Gdzie się ruszyć Leszczyńskiego nędzne instrumenta"...pisał w 1828 kompozytor. Stwierdzenie to, poza negatywnym określeniem produkcji Leszczyńskiego, świadczy o dużej popularności jego instrumentów.
W fortepianach stosował mechanikę wiedeńską, a później angielską. 31 stycznia 1822 uzyskał sześcioletni patent na budowę fortepianów stojących tzw. fortepiany – szafy. W chwili śmierci pryncypała zakład budował instrument o numerze seryjnym 175. 
Fabrykę przejęli dwaj czeladnicy Leszczyńskiego Antoni Krall i Józef Seidler, budując instrumenty ze znakiem firmowym Krall i Seidler.
Narodowy Instytut Fryderyka Chopina posiada instrument nierozpoznanego wytwórcy, który wg przekazów rodzinnych darczyńców przypisywany był Antoniemu Leszczyńskiemu.

## Numery seryjne produkcji
- 1824 r. – 42
- 1827 r. – 102
- 1829 r. – 164
- 1830 r. – 167-175